# Alfrida Baadsgaard
Alfrida Baadsgaard, født Ludovica Alfrida Vilhelmine Madsen (født 17. september 1839 på Frederiksberg, død 28. april 1912 sammesteds, begravet på Vestre Kirkegård) var en dansk blomstermaler og forfatter. Hun var datter af vognfabrikant August Frederik Madsen og Birgitte Elisabeth Jørgensen. Hun indgik ægteskab 26. oktober 1866 med assistent, senere fuldmægtig i Overretten Frederik (Fritz) Vilhelm Baadsgaard.

## Uddannelse
Som ung tegnede Alfrida Baadsgaard en kortere tid hos malerne J.L. Jensen og O.D. Ottesen. Senere modtog hun undervisning hos malerne Carl V. Balsgaard og O.A. Hermansen 1877.

## Udstillinger
- 1876, 1878-80, 1882-84,1893-94, 1898, 1901 Charlottenborgs Forårsudstilling
- 1882 Kunstnerforeningen af 18. November
- 1895 Kvindernes Udstilling fra Fortid og Nutid, København
- 1984 Mindeudstilling Roskilde Bibliotek

## Kunstnerisk virke
Alfrida Baadsgaard voksede op med kunstnere og dermed kunst i sin slægt, bl.a. malerne Vilhelm Petersen og Karl Madsen. Hun beskæftigede sig hovedsageligt med blomstermaleri. Motiverne i hendes kunst gengiver ofte kun én slags blomster i det enkelte billede, som kaprifolie, stokrose, strandtidsel eller passionsblomst - eller enkelte hele grene som det eksempelvis er tilfældet i hendes værk Blommegren, der kan ses af publikum i Drachmanns Hus i Skagen.
De vilde plantearter gengav hun derimod som vildtvoksende i samhørighed. Hun undgik detaljeret botanisk fortælling og arbejdede med rigt varieret farveskala.
I 1893 blev Alfrida Baadsgaard optaget som medlem af Kunstnerforeningen af 18. November.

### Værker, billedkunst
Det er sparsomt med oplysninger om og gengivelser af Alfrida Baadsgaards værker. Nogle malerier dukker op på kunstauktioner, som eksempelvis Blomsterstykke fra 1877 (Sotheby´s Auktion 9. maj 1979) og Planter på en klit u.å. (Sotheby´s Auktion 2. juni 1982). Det vides, at Alfrida Baadsgaard – som en del andre af tidens kvindelige kunstnere – i nogle år måtte udstille anonymt på Charlottenborgs Forårsudstilling, således med værket Nature Morte med Messingkar.
Roskilde Bibliotek arrangerede i 1984 en mindeudstilling for Alfrida Baadsgaard, hvor blandt andet udstilledes Selvportræt og Svampe. Palæsamlingen i Roskilde indeholder nu hendes værk Vilde Iris.
| - Værker af Alfrida Baadsgaard - Skovbund med sommerblomster, 1880 - Kaktusblomster, 1881 - Roser - Solsikker - Frugter og blomster på et fad |

### Litterære værker
Alfrida Baadsgaard debuterede som forfatter med Fortællinger og Eventyr (1895), en børnebog, som udkom på tysk i 1901. I 1899 udgav hun Hvad Kjærlighed formaar, illustreret af maleren Erik Henningsen. Denne bog blev også udgivet på tysk i 1901. Bøgerne Alt kan vende sig til det gode! Eventyr og Fortællinger for Ungdommen udkom 1901; Hold ud! Fortællinger for Ungdommen i 1903 og En julerejse, Fortællinger for Ungdommen i 1909.